# فيروس شلل النحل البطيء
فيروس شلل النحل البطيء (SBPV) هو فيروس تم اكتشافه في إنجلترا عام 1974 يصيب نحل العسل (Apis mellifera) والنحل الطنان (Bombis spp.) ودودة القز (Bombyx mori) من خلال الإصابة بسوس الفاروا المدمرة Varroa destructor. يسبب الفيروس شللًا في الزوجين الأماميين من أرجل النحل البالغ مما يؤدي في النهاية إلى قتل المضيف. ينتمي الفيروس إلى عائلة فيروسات iflaviridae. تعد الإصابة بفيروسات iflaviridae من بين الأسباب الرئيسية لوفاة مستعمرات نحل العسل. نظرًا لأهمية النحل ودودة القز اقتصاديًا وبيولوجياً، فإن الفيروس هو موضوع بحث مستمر.

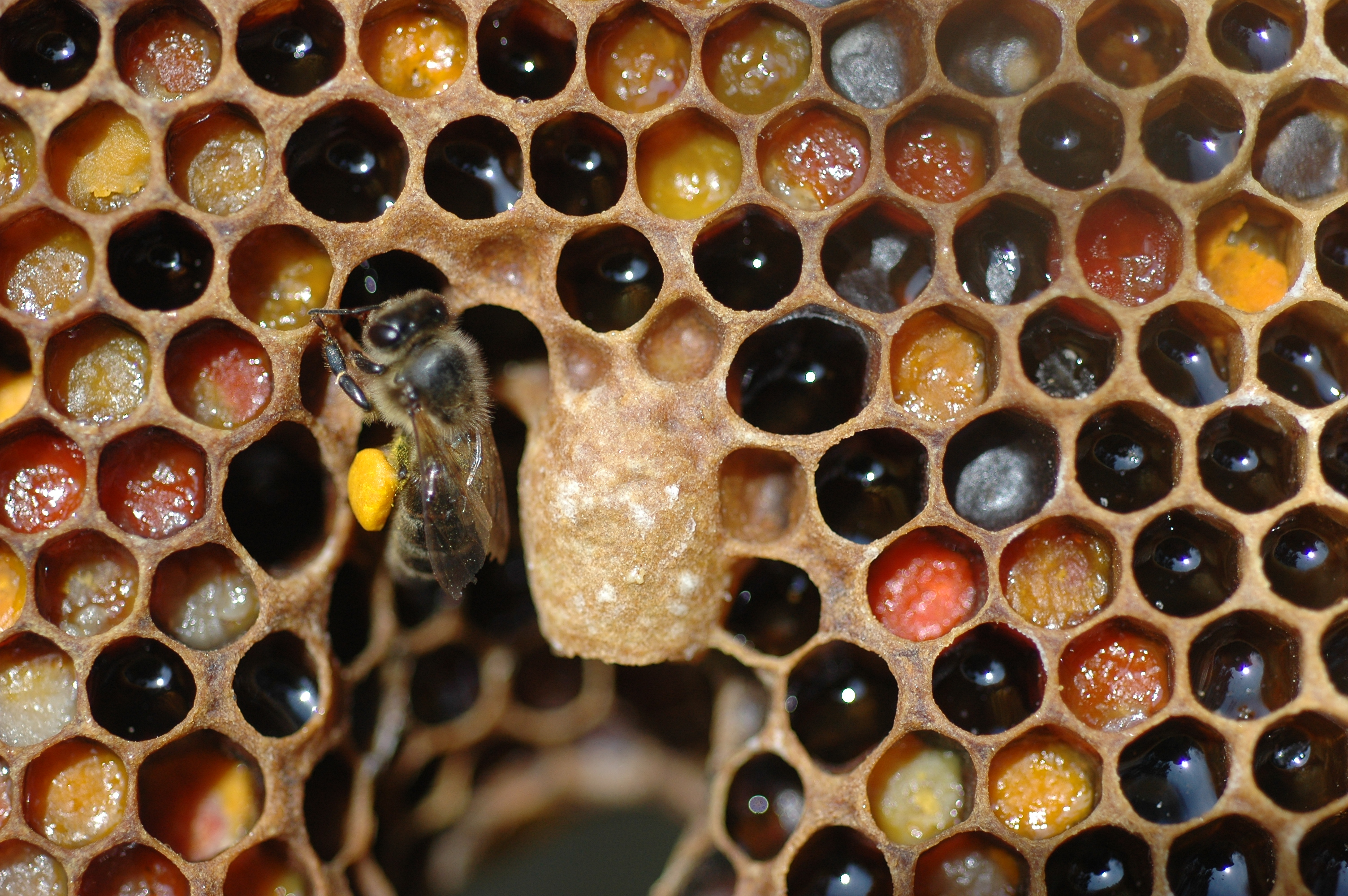
ينتقل الفيروس إلى النحل من خلال السوس الذي يعيش في مستعمراته.

## البنية
يحتوي الفيروس على "قفيصة عشرونية الوجوه تتكون من ستين نسخة من ثلاثة بروتينات شائعة في فيروسات بيكورنا". هذه البروتينات 46 و27 و29 كيلو دالتون. يحتوي أحد هذه البروتينات الثلاثة (VP3) على نطاق كروي طرفي كربوني ينثني لتكوين نطاق P كروي بروتيني واحد. إن موضع هذا البروتين البارز هو بحيث يمكنه بسهولة مواجهة خلايا النحل المضيفة والتفاعل معها. وبسبب هذا، يُعتقد أن البروتين البارز قد يعمل كمستقبل. من المعروف أن نشاط المستقبل هذا يحدث في العديد من فيروسات النبات، ولكن لم يتم رؤيته بهذا الترتيب بعد.

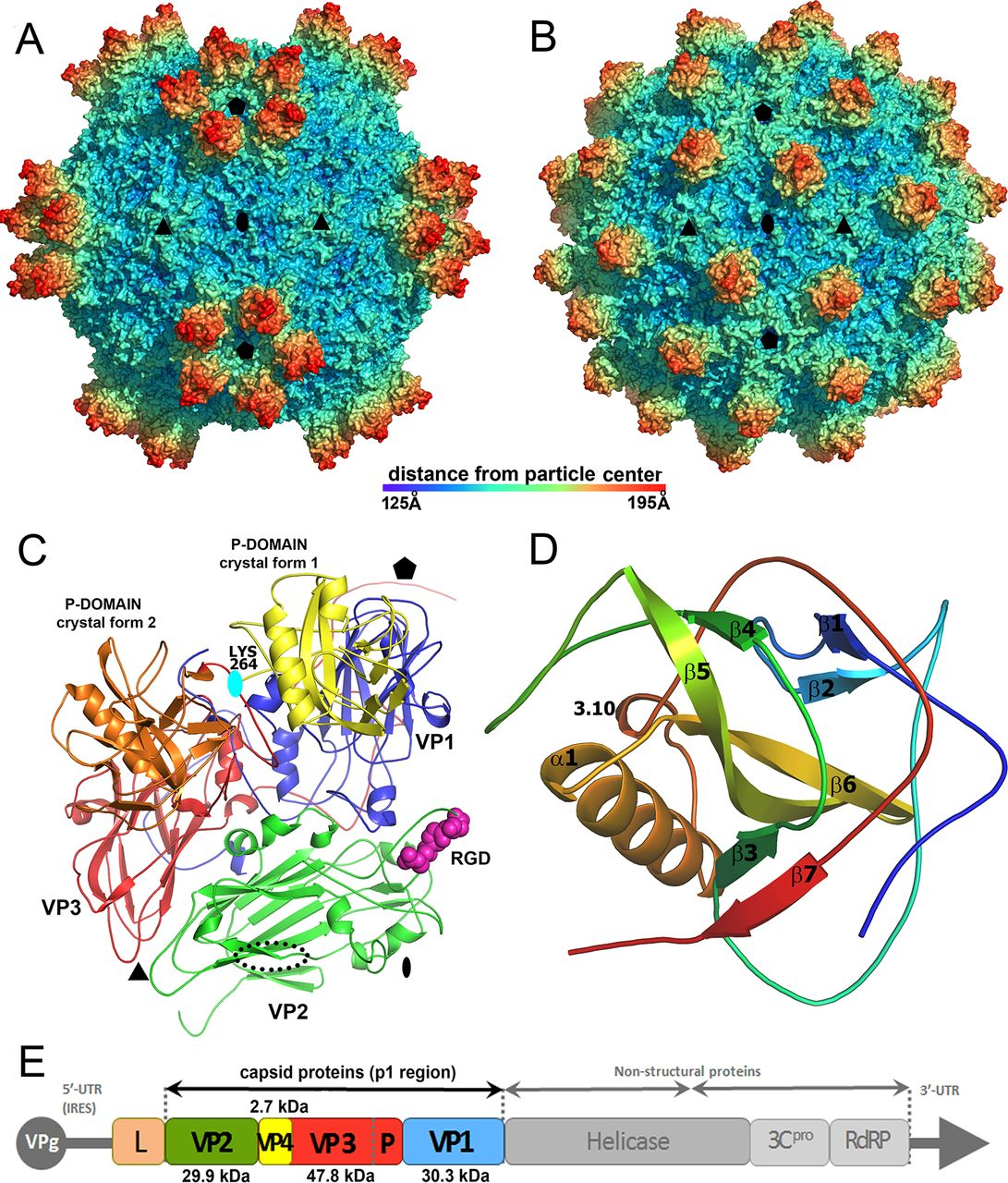
بنية فيريون فيروس شلل النحل البطيء (SBPV) والوحدة غير المتماثلة العشرينية الوجوه.